# Bevil Oaks
Bevil Oaks je město v okrese Jefferson County ve státě Texas ve Spojených státech amerických.
V roce 2000 zde žilo 1 346 obyvatel. S celkovou rozlohou 5,4 km² byla hustota zalidnění 247,2 obyvatel na km².